# Modesto Brocos
Modesto Brocos y Gómez (Santiago de Compostela, 9 de fevereiro de 1852 — Rio de Janeiro, 28 de novembro de 1936) foi um pintor, desenhista e gravador espanhol radicado no Brasil definitivamente a partir de 1890.

## Biografia
Era irmão do famoso escultor Isidoro Brocos y Gómez que foi seu primeiro professor na Academia de Belas Artes da Corunha.
Terminados os estudos, aos dezoito anos, pretendeu ganhar a vida na Argentina, mas dois anos depois estava no Brasil ilustrando o semanário O Mequetrefe, no Rio de Janeiro. Introduziu no país a técnica da xilogravura aplicando-a em sua ilustrações.
Em 1875, inscreveu-se como aluno livre na Academia Imperial de Belas Artes onde recebeu os ensinamentos de Vítor Meireles e de Zeferino da Costa.
De gênio irrequieto, não demorou dois anos no Brasil, transferindo-se para Paris e ingressando Escola de Belas Artes onde teve como mestre o alemão Henri Lehmann. Não suportou o tipo de ensinamento recebido e logo transfere-se para Madrid e da capital espanhola novamente para Paris e logo em seguida para Roma, onde encontrou seu protetor e professor, o artista espanhol Francisco Pradilla. Frequentou por cinco anos a Accademia Chigi até 1890. Nessa época já era um artista maduro, autor de excelentes obras e frequentador do Salon parisiense. Na condição de pintor com formação completada, retorna ao Rio de Janeiro a convite de Rodolfo Bernardelli então diretor da Escola Nacional de Belas Artes, sucessora da velha Academia Imperial.
Depois de naturalizar-se brasileiro, o que conseguiu com muita rapidez, foi nomeado professor de desenho de modelo vivo da Escola Nacional de Belas Artes matéria que lecionou de 1891 a 1896.
Em muitos dos seus trabalhos como pintor e gravador fixou com realismo os tipos e as cenas brasileiras.
Praticou diversos gêneros de pintura e foi autor de livros como A questão do ensino de Bellas Artes (1915) e Retórica dos pintores (1933).

## Obras
O quadro A Redenção de Cam, composto por quatro pessoas em frente a uma casa humilde, também simboliza a tese de branqueamento, posteriormente adotada como ideal de formação nacional, proposta por João Baptista de Lacerda e apresentada em Londres, juntamente com essa pintura acrescida pela legenda:
| “ | Negro passando ao branco, na terceira geração, por efeito do cruzamento de raças. | ” |

A Redenção de Cam, pertencente ao Museu Nacional de Belas Artes, estampa uma senhora preta em pé e em gesto de agradecimento aos céus por alguma prece atendida, ao lado da jovem negra, provavelmente filha dela, e do neto branco, cor também do genro. O nome da obra é uma referência a Cam, personagem do Livro do Gênesis cuja maldição feita pelo pai, Noé, teria, segundo as teorias racistas da época, condenado os descendentes à cor negra e à escravidão.
|  |  |  |

|  |  |